# Gut Diepenbenden

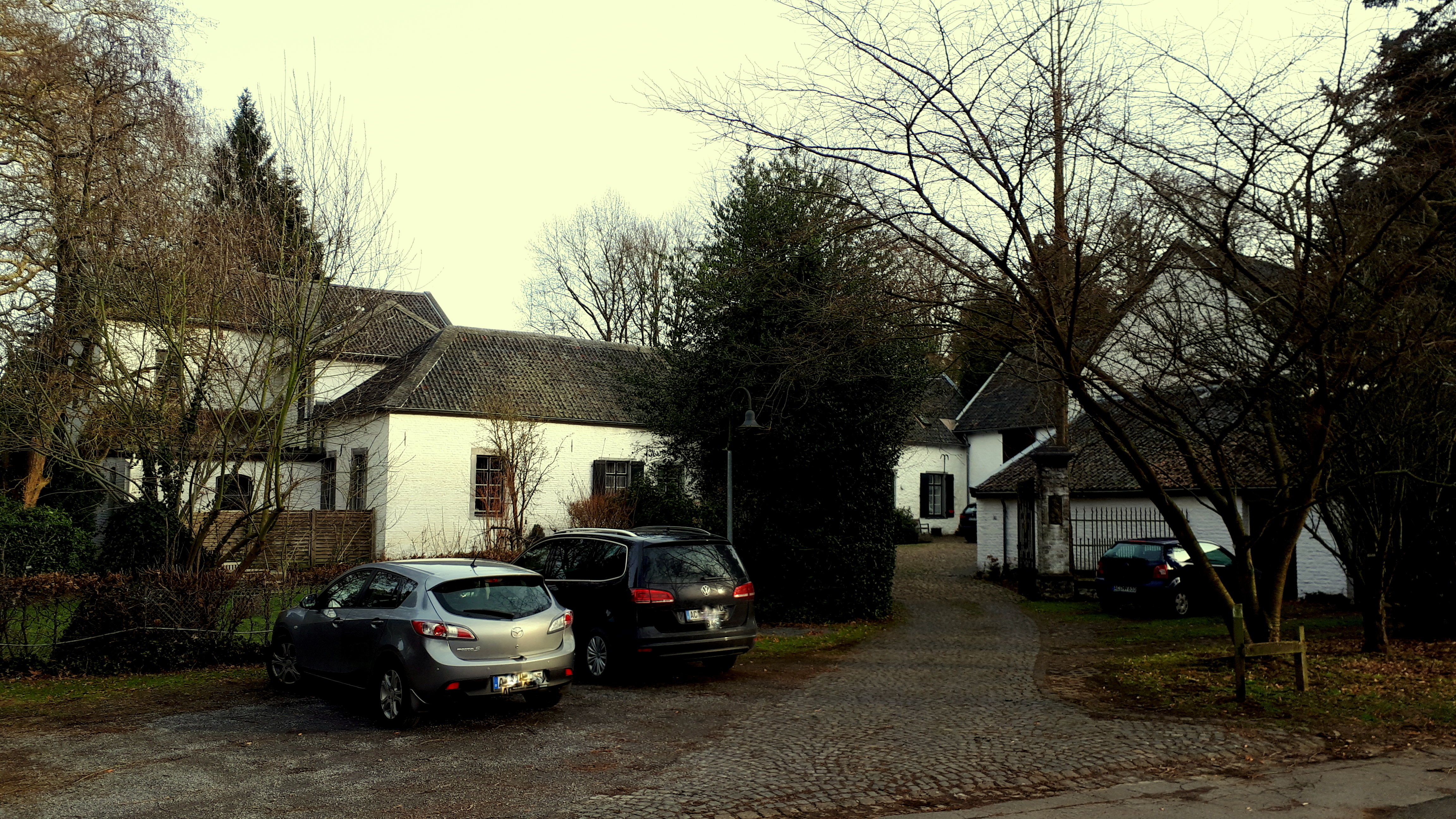
Gut Diepenbenden

Das Gut Diepenbenden ist ein im Jahr 1616 erstmals und um 1820 neu erbautes Landgut mit einem um 1829 nachträglich eingerichteten Landschaftsgarten im Aachener Ortsteil Steinebrück. Es diente in seiner wechselvollen Geschichte als Mühle, Töpferei, chemische Fabrik und war das Geburtshaus des Malers Alfred Rethel. Das Gut und der Landschaftsgarten stehen unter Denkmalschutz.

## Geschichte
Bereits in der frühen Neuzeit existierten in der Gemarkung „Diepenbenden“, was so viel wie „tiefe Wiesen“ bedeutet, mehrere Mühlen, deren Teiche von der wenige hundert Meter entfernt entspringenden Wurm gespeist wurden. Um 1500 waren es vorwiegend Kupfermühlen, die später anderen Verwendungen zugeführt wurden. Die bekanntesten Mühlen in Diepenbenden waren die „Obere Diepenbender Mühle“ am Grindelweg, auch „Vullenbroich-Mühle“ genannt, sowie die „Untere Diepenbender Mühle“, „Guedensmühle“ nach ihrem ersten Besitzer August Gueden genannt.
Im Bereich der unteren Mühle wurde im Jahr 1616 per Protokoll des kaiserlichen freien Hoflebens vermeldet, dass dort ein herrschaftliches Haus von Angehörigen der Familie Hanff erbaut wurde. Im Jahr 1643 ist Heinrich Hanff († 1662), der auch die obere Vullenbroicher-Mühle als Kupfermühle betrieb und in Aachen eine Apotheke besaß, als Eigentümer von Haus und Gut verzeichnet. Nachdem Hanff zunächst 1643 die obere Mühle veräußert hatte, verkaufte er am 5. Januar 1657 auch das „Gut Diepenbenden“, wie die untere Mühle mittlerweile genannt wurde, nebst 85 Morgen Land und der Hälfte des Fischbestandes in den Teichen. Käufer des Gutes Diepenbenden war der Freiherr Johann Bertram von Wylre (1623–1679), der spätere mehrfache Bürgermeister der Reichsstadt Aachen, dessen Sohn Hubert Friedrich Hyazinth von Wylre (1676–1714) das Gut erbte und 1710 an den Weinhändler und Bankier Freiherrn Michael de Broe (* 1668) verkaufte, der zugleich auch die Vullenbroicher Mühle erwarb. 1740 erhielt Gut Diepenbenden Michaels Sohn Franz Augustin de Broe, der es etwa drei Jahrzehnte später seinem Sohn Franz Joseph de Broe (* 1752) übertrug; die beiden Letzteren waren ebenfalls mehrfache Bürgermeister.
In der Zeit, als die Familie de Broe die „Untere Diepenbender Mühle“ besaß, kam es zu massiven und teilweise handgreiflichen Nachbarschaftskonflikten, vor allem mit dem Nadelfabrikanten und Bürgermeister Cornelius Chorus (1701–1774), der seinen Sitz auf dem heutigen „Gut Chorusberg“ hatte. Die Kontrahenten stritten um Zufahrtswege, Wasserrechte und das Abfischen der Mühlenteiche; mehrfach musste diesbezüglich das Reichskammergericht in Wetzlar um Schlichtung gebeten werden.
Nachdem der aus Straßburg stammende Staatsbeamte Jean (Johann) Rethel (1769–1839) unter Napoléon Bonaparte im Jahr 1801 als Präfekturrat zum Département de la Roer mit Sitz in Aachen versetzt worden war und noch im gleichen Jahr die Fabrikantentochter Johanna Schneider (1782–1857) geheiratet hatte, erwarb er ein Jahr später das Gut Diepenbenden. Rethel richtete im Trakt der ehemaligen Kupfermühle eine chemische Fabrik ein, in der er Berliner Blau und Salmiak für die Einfärbung der Tuche und für Tinte herstellte.

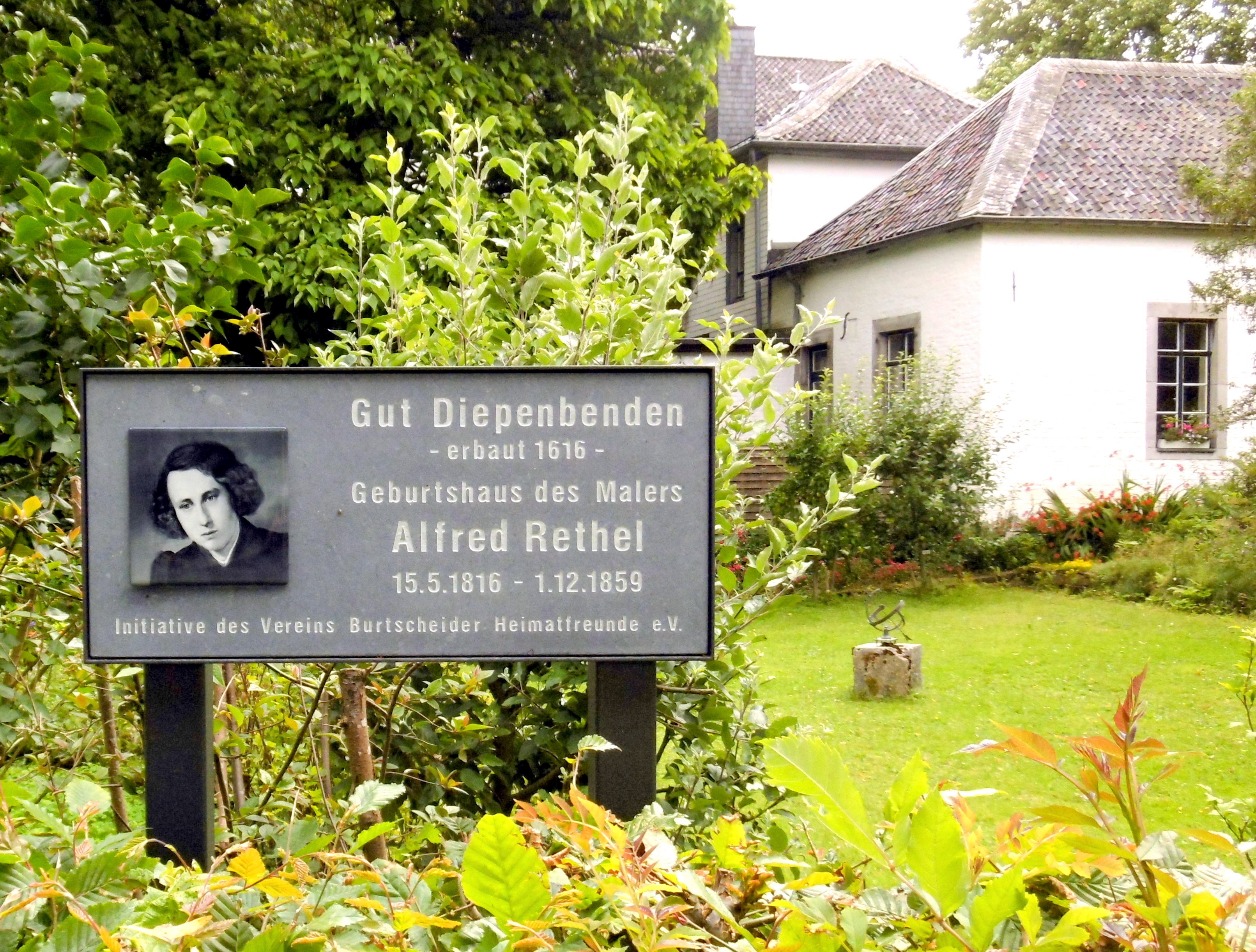
Gedenktafel für Alfred Rethel

Am 5. August 1813 wurde das Anwesen in Abwesenheit Rethels im Verlauf eines heftigen Sommergewitters von einem Wirbelsturm getroffen und schwer beschädigt. Laut den Aufzeichnungen wurde dabei das Herrenhaus, der Gutshof, die Ziegelei, der Brennofen, die Töpferei und die Gärten vollständig verwüstet, lediglich das Fabrikgebäude blieb weitestgehend verschont. Der wirtschaftliche Schaden war enorm und selbst der spätere Besuch des Kaisers Franz I. von Österreich in Rethels Fabrik brachte keine Hoffnung auf ausreichenden Schadenersatz und neue Aufträge. Zudem verlor Rethel nach dem Abzug der Franzosen im Jahr 1815 sein Amt als Präfekturrat und wurde von der nun preußischen Regierung in Aachen lediglich als Buchhalter übernommen. In diesen unsicheren Zeiten wurde am 15. Mai 1816 auf Gut Diepenbenden sein Sohn Alfred Rethel geboren, kurz bevor Haus und Hof durch die Hypothekengläubiger an den Fabrikanten Bertram Friedrich Johann von Rappart (1774–1833) veräußert wurden.
Dieser ließ das zerstörte Haus wieder aufbauen und den heutigen Landschaftspark anlegen. Dabei hatte er sich allerdings finanziell übernommen und war bereits 1830 gezwungen, alles wieder zu verkaufen. Der Aachener Apotheker Johann Peter Joseph Monheim übernahm zusammen mit den Geschwistern Fey die Anlage und nutzte die dortige ehemalige chemische Fabrik fortan für seine „Drogenherstellung“. Einige Jahre später übernahm er auch den Anteil der Geschwister Fey und erweiterte den Grundbesitz um weitere 15 Hektar. Gut Diepenbenden blieb noch bis zum 28. Juni 1894 im Familienbesitz der Monheims, dann übernahm es der Großvater der heutigen Besitzer, der aus Raeren stammende Bauunternehmer Johann Peter Radermacher, der die Gebäude aufwändig restaurieren und den Garten zeitgemäß gestalten ließ.
Am 15. Mai 2021 wurde vor dem Gutshof auf Initiative des „Vereins Burtscheider Heimatfreunde e. V.“ eine Gedenktafel für Alfred Rethel enthüllt.

## Beschreibung

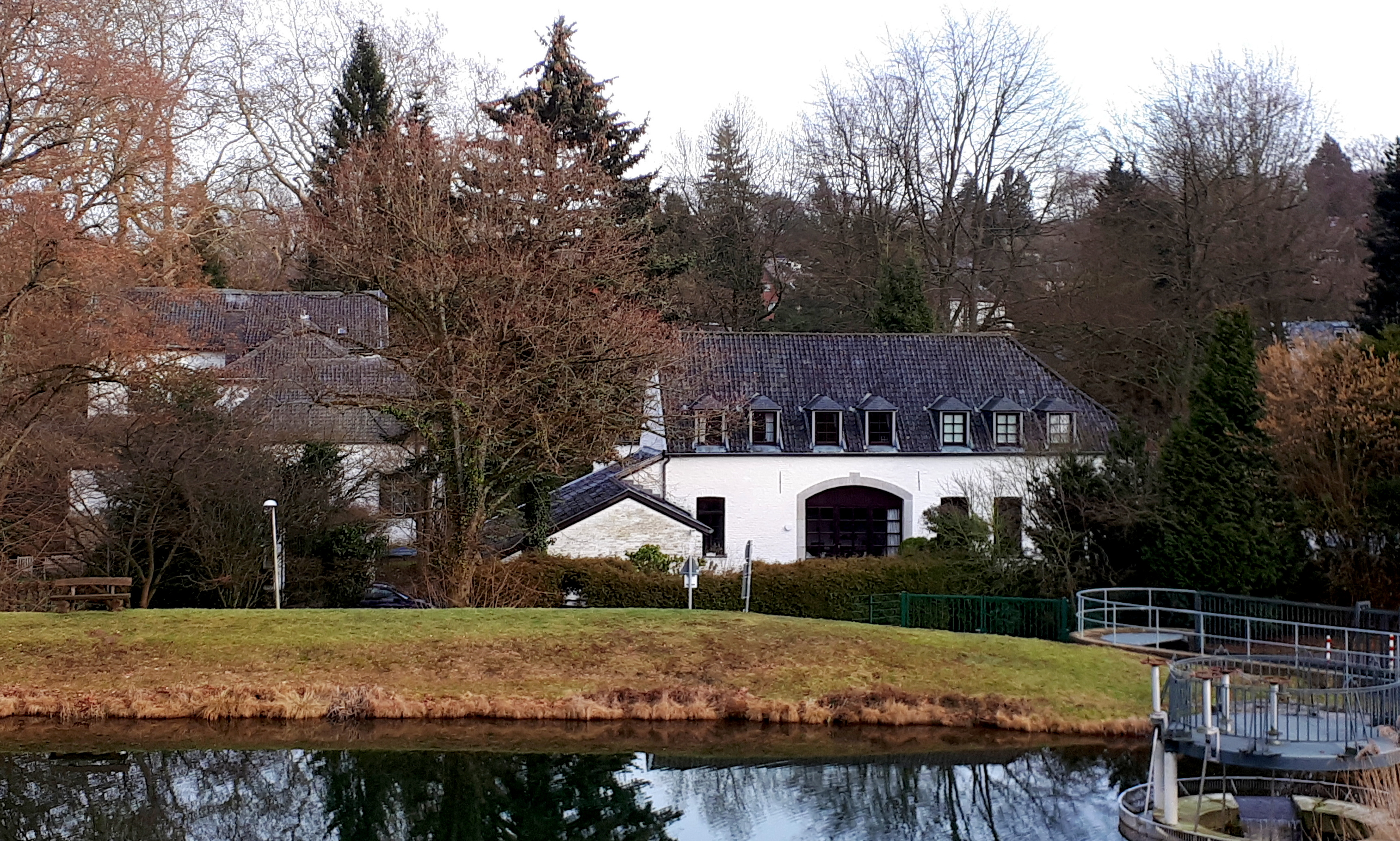
Seitenansicht vom unteren Stauweiher mit Blick auf Pächterhaus

In seinen Anfangsjahren zeigte sich Gut Diepenbenden laut einer Flurkarte von 1760 und der Karte von Copzoo aus dem Jahr 1777 als vierflügelige Hofanlage mit großem Innenhof. Diese war mit einem Wassergraben umgeben, über den eine Brücke zum Haupteingang führte. Laut der Beschreibung von Quix wurde das Gut zu der Zeit, als es sich im Besitz der Familie de Broe befand, als „Schloss Diepenbenden“ bezeichnet, was sich jedoch auf Dauer nicht durchgesetzt hat.
Vor der großen Zerstörung im Jahr 1813 bestand der vierflügelige Gebäudekomplex aus dem Wohngebäude der Eigentümerfamilien mit angeschlossenem Wirtschafts- und Pächtertrakt, einer Töpferei mit integrierter Wohnung für den Töpfer sowie einen Fabriktrakt für die chemische Produktion. Zum Gut gehörten neben einem Garten mit Springbrunnen weitere Wiesen, Ackerland und Teiche im näheren Umfeld. Somit verfügte Gut Diepenbenden über rund 35 Preußische Morgen, was zu jener Zeit etwa 89 Hektar entsprach.

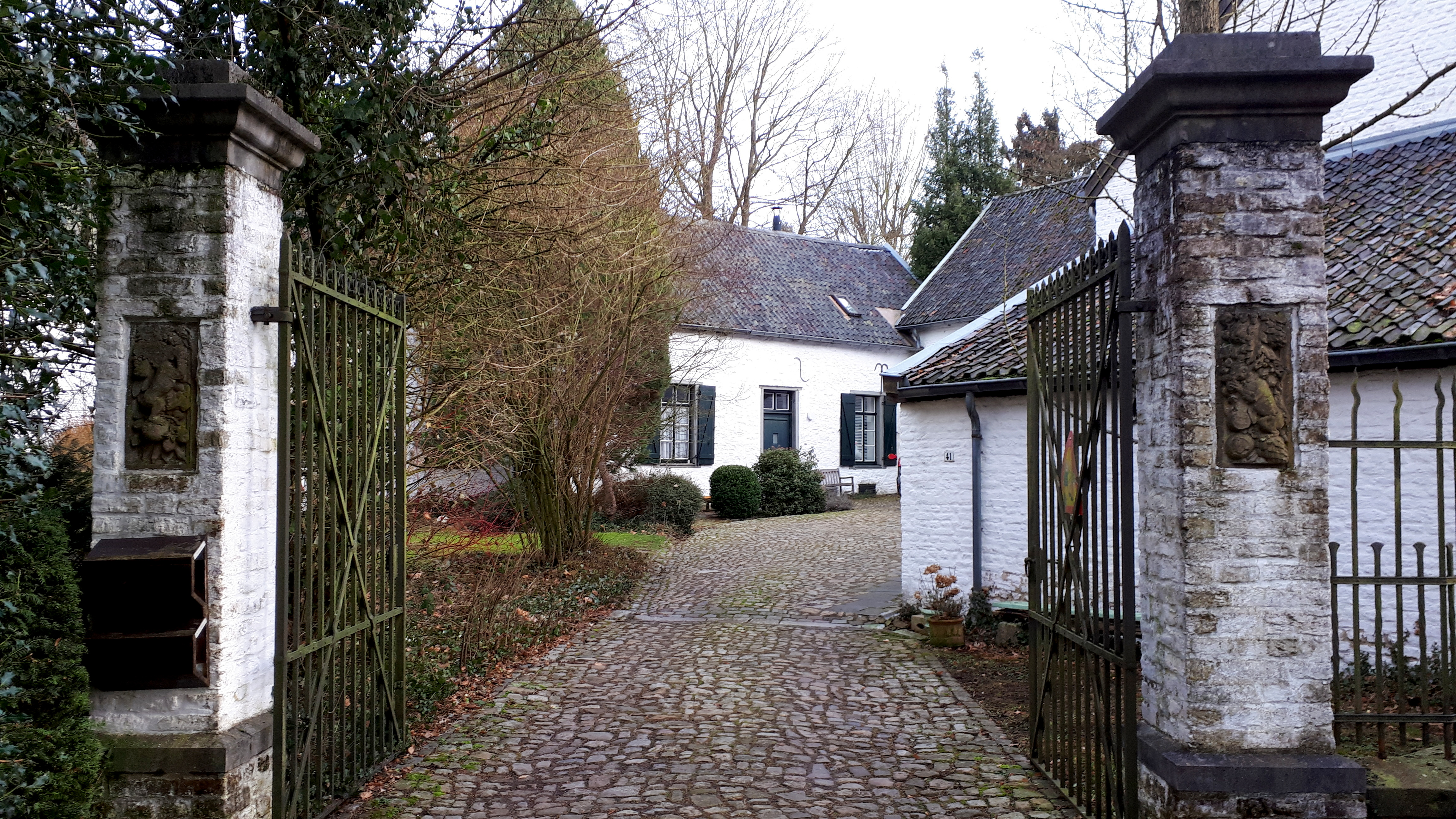
Haupteinfahrt mit Blick in den Innenhof

Nach den großen Sturmschäden im Jahr 1813 wurden von der ehemals vierflügeligen Hofanlage nur noch zwei Flügel wieder aufgebaut: das aus mehreren Einzelabschnitten bestehende und leicht verschachtelte Haupttrakt und rechts angebunden das langgestreckte Pächtergebäude. Zudem wurde der vormalige Wassergraben bis auf ein kleines Stück im Bereich des Haupteinganges komplett zugeschüttet. Das schmiedeeiserne Flügeltor am heutigen Haupteingang wird von zwei quadratischen Torpfeilern gehalten, die mit Wappentafeln bestückt sind.
Der Gebäudekomplex ist mehrheitlich in Ziegelsteinbauweise errichtet und wurde in neuerer Zeit weiß geschlämmt. Bis auf einen Teil des zweigeschossigen Haupthauses sind die anderen Gebäude zumeist eingeschossig und vorwiegend mit Walmdächern bedeckt, wobei nur der Pächtertrakt ein vollständig ausgebautes Dachgeschoss vorweist. Die rechteckigen Kreuzstockfenster sind am Hauptflügel mit Blausteinumrahmungen versehen. Der Pächtertrakt weist zudem an seiner Südseite einen rundbogigen und ebenfalls mit Blausteinen eingefassten ehemaligen und jetzt verglasten großen Toreingang auf.

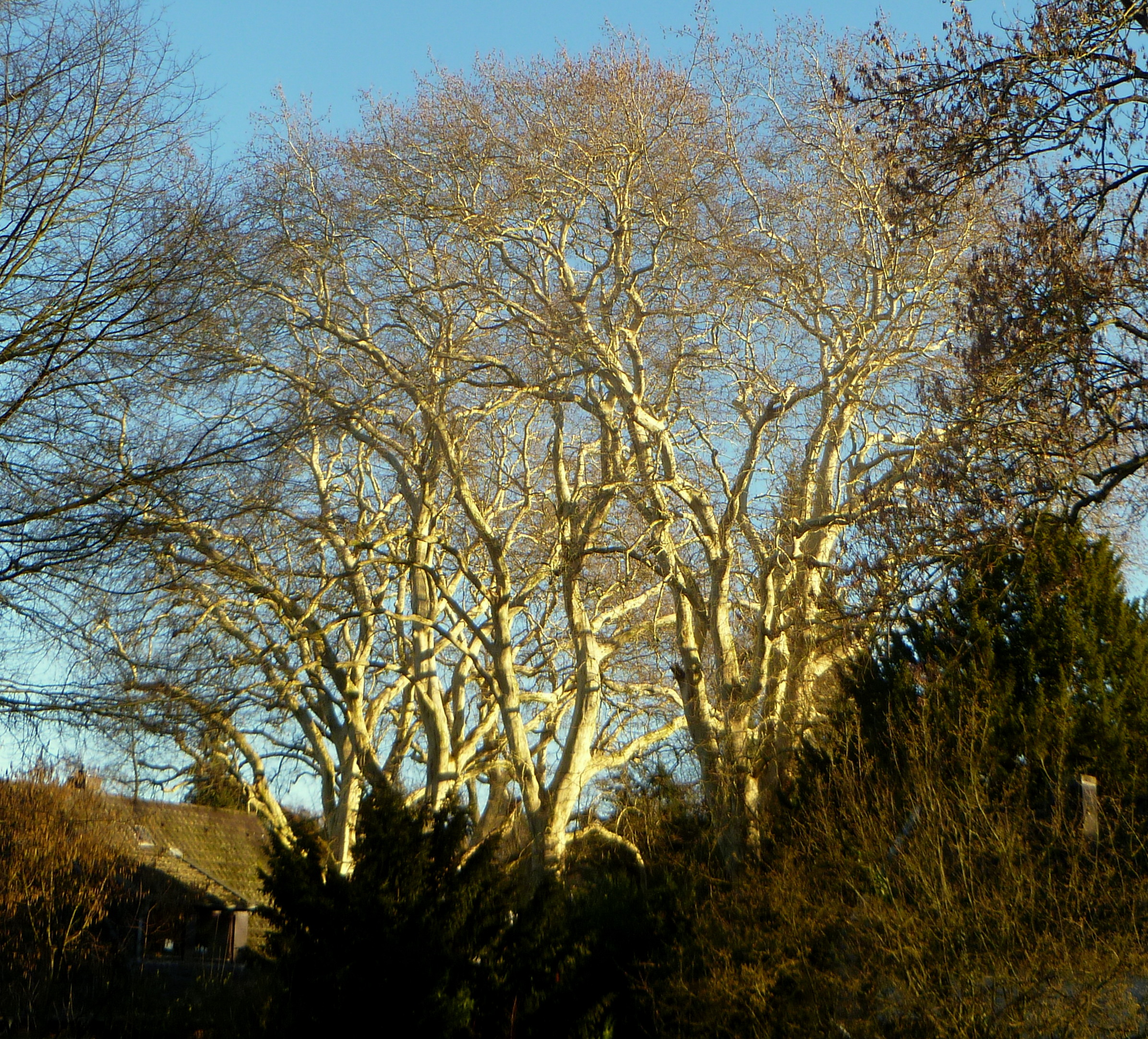
Naturdenkmal Acht Platanen

Der 1829 erstmals erwähnte und im Stile eines Englischen Landschaftsgartens eingerichtete Park besteht im hinteren Teil aus einem alten Baumbestand, darunter circa 130 bis 150 verschiedene Laubgehölze, davon acht imposante und als Naturdenkmal klassifizierte Platanen mit einer Höhe von rund 35 Metern und einem Stammumfang von circa 5,50 Metern, ferner rund 40 Nadelholzarten sowie etwa 50 Rhododendron-Sorten. Ergänzt wird diese Aufteilung im vorderen Bereich durch prächtige Blumenbeete, einen Gartenpavillon, einen Springbrunnen sowie einen Waldteich.
Das Gartenniveau steigt vom Gebäudetrakt entlang der Blickachse aus leicht an, ist im Vordergrund mit Kieswegen durchsetzt und wird betont durch den Springbrunnen im Mittelpunkt. Der Hintergrund wird bestimmt durch die waldähnliche Zusammensetzung mit dem Weiher am Kopf des Geländes. Dieser wurde in früheren Jahren über ein Bleirohr mit Wurmwasser gespeist, das von dort durch das Grundstück geleitet wurde, wo es unter anderem die Mühlenräder der Fabrik antreiben konnte, um anschließend wieder in dem Hauptverlauf der Wurm einzufließen.